# A Gest of Robyn Hode

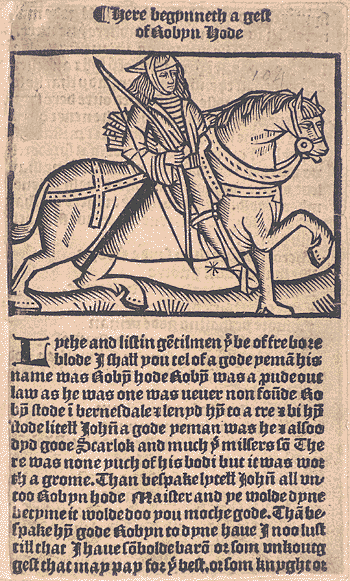
Een 16e-eeuwse print van "A geste".

A Gest of Robyn Hode (Nederlands: "een avontuur van Robyn Hode") is een ballade (rijmgedicht) vertaald uit het middelengels door Francis James Child en staat vermeld in zijn bundel werk als "Child Ballade" 117. Het heet ook wel A Lyttell Geste of Robyn Hode in een van de twee oudste boeken die het verhaal bevatten.
Het is een van de oudste overlevende verhalen over Robin Hood, gedrukt tussen 1492 en 1534, maar het werk lijkt overduidelijk te zijn samengesteld uit bestaande verhalen. James Holt denkt dat "A Gest of Robyn Hode" rond 1450 is geschreven. Het is een voor die tijd lang verhaal, bestaande uit acht canto's.
Het is een typisch "de goede vrijbuiter"-verhaal, waarin de held van het verhaal een avonturier is, die misdaden begaat, terwijl hij toch steun krijgt van het volk. De held in het verhaal moet een corrupt systeem uitdagen dat fouten heeft begaan jegens de held, zijn familie en vrienden. De hoofdpersoon moet bepaalde karaktereigenschappen tonen, zoals loyaliteit, moed en verstandigheid als ook dat hij slachtoffer is van een corrupt justitieel of politiek systeem. De vrijbuiter of opstandige die de misdaden begaat laat zien dat hij zijn tegenstander te slim af kan zijn en toont daarbij zijn morele integriteit. Daarbij kan  misdaden plegen geen doel op zich zijn.
Het "A Gest" verhaal werd in 1510 in de Lage landen gekopieerd en gedrukt door de firma Jan Van Doesbroch in Antwerpen (lettersnijder editie) en werd hier ook verspreid. Een overgebleven exemplaar daarvan ligt in de bibliotheek van Edinburgh. Rond dezelfde periode (1506-10) verspreidde de drukker en uitgever Wijnkijn de Worde het verhaal ook in en rond Londen; een van zijn gedrukte exemplaren ligt in de Cambridge University Library.